# معركة السماوة
معركة السماوة هي معركة وقعت أثناء غزو العراق عندما قاتلت القوات الأمريكية للسيطرة على المدينة من الجيش العراقي. تم تجاوز المدينة أثناء التقدم نحو بغداد، مما ترك مهمة السيطرة على المدينة لقوات المظلات الأمريكية إلى جانب الفصيل الثالث من شركة الكيمياويات 59 المكلفة بالعثور على أي أسلحة كيميائية أو بيولوجية محتملة وإزالتها. كانت المعركة أكبر قتال حضري متواصل شاركت فيه قوات المظليين التابعة للفرقة 82 جواً منذ الحرب العالمية الثانية.

## قبل المعركة
مع تقدم الفرقة الثالثة من المشاة الأمريكية شمالاً نحو بغداد، تجنبت الانخراط في قتال حضري عبر تجاوز المدن العراقية المحصنة. وبقيت على الضفة الجنوبية من نهر الفرات، مع التخطيط لعبور النهر جنوب بغداد مباشرة، في معركة ممر كربلاء (2003).
خارج السماوة من 22 إلى 25 مارس، اشتبكت الفرقة الثالثة مع القوات العراقية باستخدام المدفعية والغارات الجوية. هاجمت القوات العراقية الأعمدة المدرعة الأمريكية لكنها أُجبرت على التراجع. وتُقدّر الخسائر العراقية بين 120 و200 قتيلاً، بينما لم تُسجل خسائر أمريكية.
وقد تم تجاوز المدينة ولم تعيق تقدم الفرقة نحو بغداد بشكل جدي، غير أن قوات غير نظامية متمركزة في المدينة شنت هجمات على خطوط الإمداد الأمريكية. وفي 25 مارس، تلقت اللواء الثاني من الفرقة 82 المحمولة جواً الأمر بتطهير السماوة، وبحلول 28 مارس أعيد نشرهم إلى قاعدة طليل الجوية في جنوب العراق.

## المعركة
وصل اللواء الثاني إلى السماوة في الساعة 3:00 صباحًا يوم 30 مارس، متوقعين مهاجمة خندق على المشارف الشرقية للمدينة. وبدلاً من ذلك، وجدوا ساترًا ترابيًا يحيط بمكب نفايات، استخدمته بطارية برافو 2/319 كأول موقع مدفعي لها حيث لم تكن هناك قوات معادية تدافع عنه. وعند الفجر، بدأ الأمريكيون التقدم نحو مصنع الإسمنت وتعرضوا لنيران كثيفة من أسلحة خفيفة وقذائف هاون وRPG. واندلع اشتباك حاد بين القوات الأمريكية المختبئة خلف السواتر في مكب النفايات وسكة القطار، والقوات العراقية حول المصنع. أطلق قناص عراقي النار من أعلى مدخنة المصنع حتى أسقطها جندي أمريكي بصاروخ TOW. ونظراً لعدم توفر قذائف دخانية لدى القوات الأمريكية لحجب تحركاتهم، لم يتمكنوا من التقدم وتراجعوا شرقًا. ووصلت مروحيات OH-58D كايووا واريور وهاجمت فرق الهاون وRPG المعادية ودمرت عدة مركبات تقنية. وفي حوالي الساعة 3:00 بعد الظهر، وصلت مقاتلات F/A-18 هورنت وقصفت مستودعًا ملحقًا بمصنع الإسمنت. وانخفضت حدة القتال بحلول الليل.
في تلك الليلة، شنت عناصر من الكتيبة الثالثة من فوج المشاة 325 هجومًا خداعيًا على الجسور في المدينة فوق نهر الفرات، بهدف جذب انتباه الحرس الجمهوري العراقي على الضفة الأخرى ومنعهم من مهاجمة مناطق خلف الفرقة الثالثة، وتثبيت مواقعهم ليتم استهدافها لاحقاً من الجو. ومع بدء الهجوم، قصفت طائرات A-10 ثاندربولت II ومدافع M119 هاوتزر من كتيبة 2/319 الضفة الشمالية بالنيران والدخان. ثم هاجمت الكتيبة الأولى واستولت على الجسور وعبرت النهر وأقامت رأس جسر. وبعد تحقيق أهدافها، انسحبت عند الفجر. خلال العملية، حاولت سيارة دفع رباعي اقتحام الجسر على الجنود الأمريكيين، فتم إطلاق النار عليها من رشاش عيار 0.50، وانفجرت لكونها محملة بأسطوانات غاز للاستخدام كسيارة مفخخة.
قام قناصة ومستطلعو المدفعية (COLT) من 2/319 بتحديد نحو 17 مقاتلاً مسلحًا يتمركزون على أطراف السماوة، وتم توجيه نيران المدفعية نحوهم وتعديلها، ما أدى إلى قتل معظمهم (31.303165, 45.307851).
وفي الساعة 7:00 مساءً يوم 2 أبريل، شنت الكتيبة الأولى من فوج المشاة 325 هجومًا على مصنع الإسمنت بدعم من طائرة AC-130 ومدرعة M1 أبرامز. وتمت السيطرة على المصنع دون مقاومة. على مدار اليومين التاليين، طهّر اللواء الثاني بقية المدينة، مؤمنًا الجهة الجنوبية من الجسور، تلاها هجوم على مقر إحدى الجماعات شبه العسكرية العراقية في 4 أبريل. وبدلاً من السيطرة على الأرض والبقاء فيها، شنت القوات الأمريكية هجمات استطلاعية على المدينة واشتبكت مع القوات المعادية ثم انسحبت. واستخدمت قذائف شديدة الانفجار من 2/319 ضد مقر حزب البعث، ومدرسة استخدمت كمقر قيادة، وملعب كرة قدم كموقع تجمع. وقيل لاحقًا إنه لم يتبق شيء قائم. وكان مستشفى يستخدم كمقر أيضًا من قبل القوات العراقية، لكنه لم يُقصف لوجود مدنيين. وبحلول 4 أبريل، توقفت المقاومة وأعلنت المدينة آمنة. وقد مُنحت كتيبة 1-41 مشاة من الفرقة الأولى المدرعة، ولواء القتال الثاني من الفرقة 82 المحمولة جواً وسام الوحدة الرئاسي لأدائهم في العمليات القتالية.

## انظر ايضاً
- غزو العراق
- السمارة (مدينة)
- قائمة معارك الحرب العالمية الثانية